# Neocorus zikani
Neocorus zikani är en skalbaggsart som beskrevs av Julius Melzer 1920. Neocorus zikani ingår i släktet Neocorus och familjen långhorningar.
Artens utbredningsområde är Uruguay. Inga underarter finns listade i Catalogue of Life.